# Santiago Villafañe
Santiago Hernán Villafañe (Mar Del Plata, 19 de maio de 1988) é um futebolista profissional argentino que atua como defensor.

## Carreira

### Boca Juniors
Santiago Villafañe se profissionalizou no Boca Juniors, em 2006.
Santiago Villafañe integrou o Boca Juniors na campanha vitoriosa da Libertadores da América de 2007.

## Títulos
Boca Juniors
- Taça Libertadores da América: 2007